# Arco dei Gavi

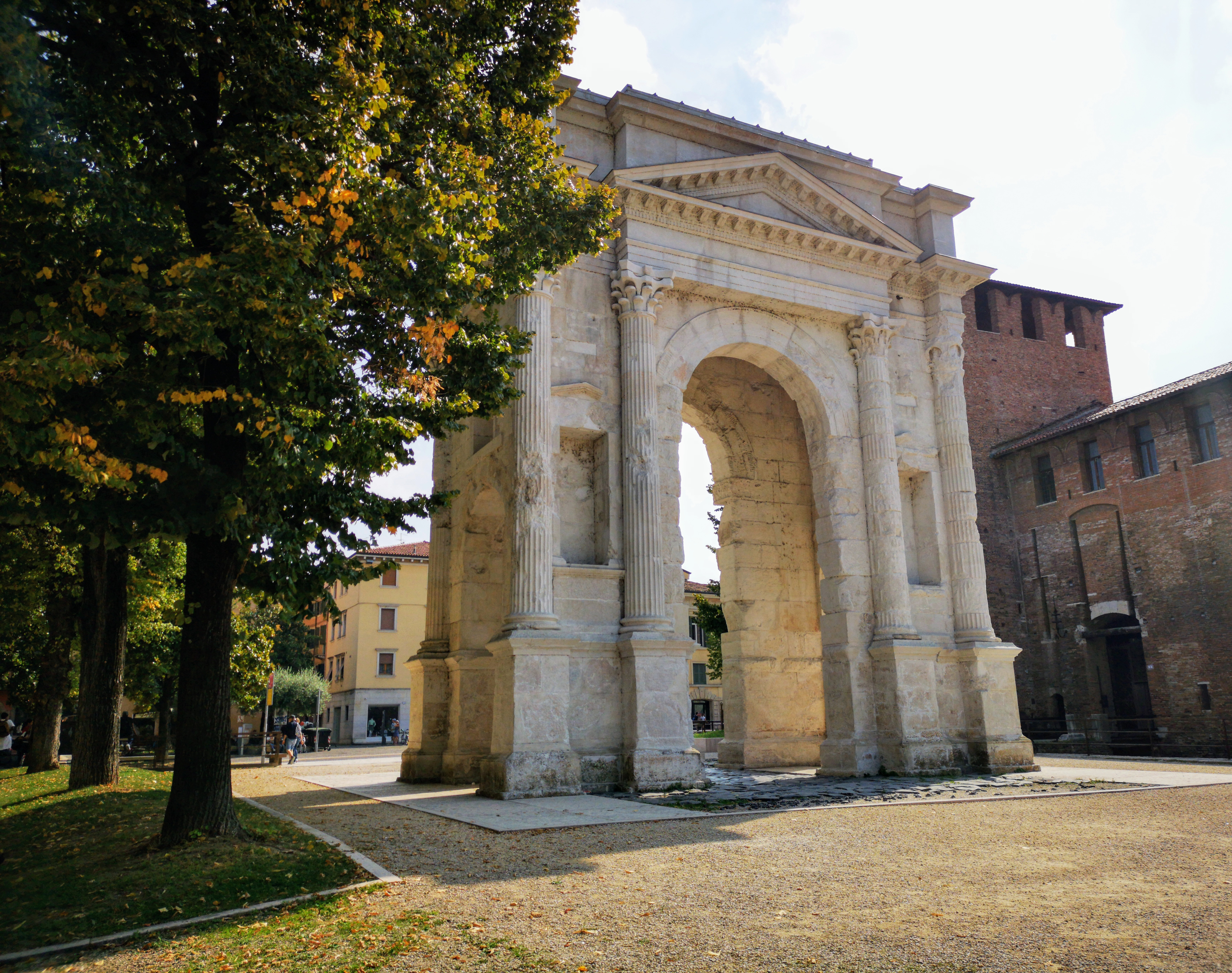
Pohled s hradem Castelvecchio v pozadí.

Arci dei Gavi je římský oblouk z 1. století ve Veroně v severní Itálii nedaleko středověkého hradu Castelvecchio. Nechal ho postavit římský rod Gavi na svoji oslavu. Architektem oblouku je Vitruvio Cerdone. Většina oblouku je do současnosti dobře dochovaná. Nacházel se za římskými hradbami. Na oblouku je nápisem uveden známý římský architekt Marcus Vitruvius Pollio, autor spisu De architectura, ale nikoli jako architekt oblouku. V roce 1805 oblouk zničili francouzští okupanti, ale roku 1932 byl anastylózou znovu vybudován z jeho původních částí.

## Starověk
Zadavatelem práce byl gens Gavi a architektem Vitruvio Cerdone. Oblouk je datován do konce vlády Augusta (27 př. n. l.–14) či začátku vlády Tiberia (14–37), tedy na začátku 1. století.

### Zadavatel stavby
Nechal ho postavit gens Gavi, významný římský rod ve Veroně. To potvrzuje dodnes zachovaný nápis: CURATORES L[ARUM] V[ERONENSIUM IN HONOREM ...] GAVI CA... DECURIONUM DECRETO.
Na podkladech výklenků, kde se původně nacházely sochy, se zachovala jména Caio Gavio Strabone, Marco Gavio Macrone (synové Caia Gavia) e Gavia, dcera Marca Gavia. Doslovný text:
- C(AIO) GAVIO C(AI) F(ILIO) [pozn. 1] STRABONI
- M(ARCO) GAVIO C(AI) F(ILIO) MACRO
- GAVIAE M(ARCI) F(ILIAE)[pozn. 2].[3]

Hlavní nápis nad obloukem se nedochoval, tudíž neznáme objednavatele stavby, ač se předpokládá, že jím nebyla radnice, ale rod Gavi.

### Architekt

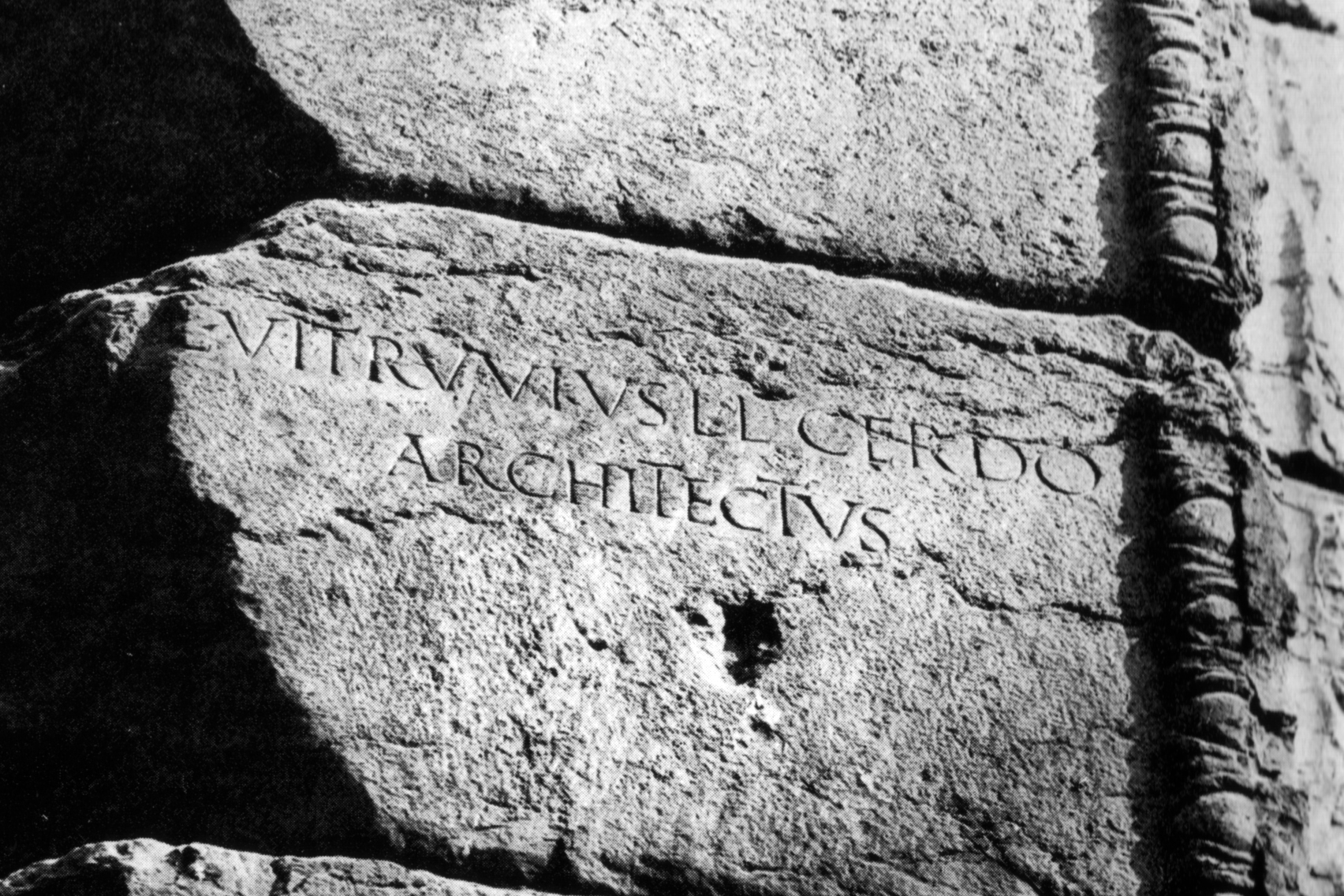
Nápis na Arco dei Gavi se jménem architekta. VITRUVIUS L(UCIus) L(IBERTUS) CERDO ARCHITECTUS

Architekt zachoval svůj podpis na vnitřní straně pilířů, což nebylo ve starověkém Římě běžné. Část jména byla napsána v iniciálách. Podle příjmení byl architekt řeckého původu.
Podpis: VITRUVIUS L(UCIus) L(IBERTUS) CERDO ARCHITECTUS (doslovný překlad: Lucius Vitruvius Lucius Libertus Cerdo architekt).

## Pozdější vývoj

### Středověk a raný novověk
Původně se nacházel na jiném místě než dnes, ve středověku a raném novověku se přímo dotýkal věže středověkého hradu Castelvecchio. Ve středověku po výstavbě nových hradeb, do nichž byla zahrnuta větší část Verony, než ve starověku, sloužil jako brána Porta di San Zeno, kterou se vcházelo do čtvrti San Zeno známé Bazilikou San Zeno. Roku 1550 Benátská republika prodala oblast soukromým osobám a nový majitel nechal okolní hradby zbořit, a tak oblouk zůstal v původní římské podobě.

### Moderní dějiny
Roku 1805 za napoleonské okupace francouzští vojáci oblouk zničili pro vojenské účely, ale jeho rozebrané části zachovali ve skladech a přečkaly napoleonské války. V roce 1931 započaly restaurační práce a 28. října 1932 byl umístěn poblíž původního místa na desáté výročí pochodu na Řím.

## Galerie
- Pohled od autobusové zastávky.
- Pohled dovnitř.
- Pohled přes Adiži.
- Kresba oblouku z 18. století.